# Walckenaeria monoceras
Walckenaeria monoceras är en spindelart som först beskrevs av Chamberlin och Ivie 1947.  Walckenaeria monoceras ingår i släktet Walckenaeria och familjen täckvävarspindlar. Inga underarter finns listade i Catalogue of Life.